# Verhojanski venac
Verhojanski venac (rus. Верхоянский хребет, Verkhojanskiy Khrebet; jak. Үөһээ Дьааҥы сис хайата) planinski je lanac u Jakutiji, Rusija. On je deo Istočnosibirskih planina.
Venac leži zapadno od granice Evroazijske i Severnoameričke tektonske ploče. Planine su nastale preklapanjem i predstavljaju antiklinalu.
Verhojanski venac je bio prekriven glečerima tokom poslednjeg glacijalnog perioda, a planine u severnom delu, poput venca Orulgan, pokazuju tipičan alpski reljef.
U planinama ima naslaga uglja, srebra, olova, kalaja i cinka.

## Geografija
Izdižući se sa obala zaliva Buor-Haja na severu, on ide prema jugu, prostirući se približno 1000 km (600 milja) preko Jakutije, istočno od Srednje Jakutske nizije i zapadno od lanca Čerski, dostižući visoravan Lena na jugu i gorje Judoma-Maja na jugoistoku. On formira ogroman luk između reka Lene i Aldana na zapadu i reke Jane na istoku. Njegova najviša tačka je neimenovani 2.409 m (7.904 ft) visoki vrh u srednjem delu lanca.
Verhojanski venac ima veću jugoistočnu prolongaciju, venac Suntar-Hajata, koji se povremeno smatra zasebnim sistemom venca. Stoga je najviša tačka raspona u ograničenom geografskom smislu neimenovani vrh u lancu Orulgan. Venac Skalisti (Stenoviti lanac), najviša tačka 2.017 m (6.617 ft) i Sete-Daban, najviša tačka 2.012 m (6.601 ft), nalaze se na kraju JI i takođe su smatrani odvojenim rasponima u klasičnim geografskim radovima. Ta dva lanca istraživao je 1934. geolog Jurij Bilibin (1901—1952) zajedno sa rudarskim inženjerom Evgenijem Bobinom (1897—1941) tokom ekspedicije koju je poslala vlada Sovjetskog Saveza. Nakon sprovođenja prvog topografskog istraživanja područja Bilibin je utvrdio da planinski lanci Skalisti i Sete-Daban pripadaju planinskom sistemu Verhojanski. Bilibin i Bobin su takođe prvi put istražili gorje Judoma-Maja, neposredno uz Sete-Daban.

### Podvenci
Pored Orulgana, sistem venaca obuhvata i niz podvenaca, uključujući sledeće:
Severna sekcija — sever Arktičkog kruga
- Haraulahski venac, najviša tačka 1.429 m (4.688 ft)[24]
  - Tuora Sis, najviša tačka 990 m (3.250 ft)
- Džardžahanski venac[11][25][26][27]
- Sietindenski venac[28]
- Kularski venac, najviša tačka 1.289 m (4.229 ft)[29][30]
- Birandijski venac
- Kjuellahrijski venac (Кюельляхский хребет)

Južna sekcija — jug Arktičkog kruga (severoistok)
- Tagindžinski veanac, najviša tačka 2.084 m (6.837 ft)
- Kučurginski venac, najviša tačka 1.056 m (3.465 ft)
- Biginski venac, najviša tačka 1.152 m (3.780 ft)
- Miosučanski venac, najviša tačka 1.243 m (4.078 ft)

Južna sekcija (jugoistork)
- Sorkinski venac, najviša tačka 1.250 m (4.100 ft)
- Muni venac, najviša tačka 1.862 m (6.109 ft)[31]
- Kelterski venac, najviša tačka 2.002 m (6.568 ft)
- Sordoški venac, najviša tačka 1.352 m (4.436 ft), prolongacija Muni lanca

Južna sekcija (blizo Lene)
- Ust-Viljuiski venac, najviša tačka 998 m (3.274 ft)[32][33]
- venac, najviša tačka 1.363 m (4.472 ft)

Daleka južna sekcija
- Hunkandinski venac, najviša tačka 1.802 m (5.912 ft)
- Ulanhan Bom, najviša tačka 1.600 m (5.200 ft),[34] parallel to the Sette-Daban

|  |  |

## Klima i flora
U ovom regionu zabeležene su najniže svetske temperature za naseljena mesta, a veći deo godine ima prilično dubok snežni pokrivač.
U planinskom lancu obitava alpska tundra koja podržava razne vrste mahovine i lišajeva. Nekoliko retko pošumljenih oblasti, uglavnom ariša i patuljastog sibirskog bora postoje na blagim padinama.

## Literatura
- „Верхоянский хребет”.
- Обручев С. В. Объём и содержание понятий «Хребет Черского» и «Верхоянский хребет» Архивирано на веб-сајту  (13. март 2016) // Известия Государственного географического общества. — 1937. — Т. 69. — Вып. 4. — С. 512—536.
- Нижняя Лена. Верхоянский хребет (физическая карта, масштаб 1:2 500 000), Национальный атлас России. 1. М.: Роскартография. 2004. стр. 258—259. ISBN 5-85120-217-3.
- Herbert Hesmer. Einwirkungen der Menschen auf die Wälder der borealen kühlen Zonen der Alten Welt. ISBN 3-531-03211-9., Ch. Sowjetunion (Taiga),
- Dunn, Emmett Reid (1923). „The Salamanders of the Family Hynobiidae”. Proceedings of the American Academy of Arts and Sciences. 58 (13): 445—523. JSTOR 20026019?seq=19#metadata_info_tab_contents. doi:10.2307/20026019.
- „How salamanders survive the deep freeze”. New Scientist. 11. 9. 1993. Приступљено 2. 11. 2012.
- Сунтар-Хаята Great Soviet Encyclopedia: [in 30 vols.]  / Ch. ed. A.M. Prokhorov. - 3rd ed. - M. Soviet Encyclopedia, 1969-1978.
- „Топографска карта P-55 56; M 1:1 000 000 - Topographic USSR Chart (in Russian)”. Приступљено 1. 1. 2022.
- Oleg Leonidovič Kryžanovskij, A Checklist of the Ground-beetles of Russia and Adjacent Lands.
- Elliott-Fisk, D.L. (2000). „The Taiga and Boreal Forest”.  Ур.: Barbour, M.G.; Billings, M.D. North American Terrestrial Vegetation (2nd изд.). Cambridge University Press. ISBN 978-0-521-55986-7.
- „Biodiversity lectures and practicals of Allan Jones”. dundee.ac.uk. Архивирано из оригинала 2007-09-29. г.
- Körner, Christian (2003). Alpine Plant Life: Functional Plant Ecology of High Mountain Ecosystems. Berlin: Springer. стр. 9–18. ISBN 978-3-540-00347-2. doi:10.1007/978-3-642-18970-8.
- Newman, Lenore (2019). Lost Feast: Culinary Extinction and the future of food. Toronto: ECW Press. стр. 171-172. ISBN 978-1-77041-435-8.

## Spoljašnje veze
- Геоморфология России (Geomorphology of Russia)
- Ancient Middle-Carboniferous Flora of the Orulgan Range (Northern Verkhoyansk) and justification of Age Bylykat Formation Архивирано на веб-сајту  (21. август 2021)